# Hapsidophrys smaragdinus
Espèce
Synonymes
- Dendrophis smaragdina Schlegel, 1837
- Hapsidophrys coeruleus Fischer, 1856
- Leptophis gracilis Hallowell, 1844

Statut de conservation UICN

LC : Préoccupation mineure
Hapsidophrys smaragdinus est une espèce de serpents de la famille des Colubridae. En français, il est appelé couleuvre émeraude, ou serpent des jardins.

## Description et éléments d'écologie
La tête est allongée et distincte du cou. L'œil est moyen avec une pupille ronde. Le corps est long et cylindrique ou légèrement comprimé dorso-ventralement. La queue est fine. La taille maximale est d’environ 120 cm mais les adultes mesurent le plus souvent 75 cm de long. Le dos est vert émeraude avec, sur les flancs, quelques écailles isolées bleu turquoise. Le ventre est vert clair. La tête porte une barre latérale noire, de l’écaille nasale aux dernières labiales supérieures, à la hauteur de l'œil. Remarquez qu’une autre espèce du genre est également présente sur la zone de répartition. Il s’agit de H. lineatus. Pour le distinguer, le plus pertinent est de regarder l’écaille anale (critère quelque peu complexe), qui est divisée seulement chez H. smaragdinus. A noter que cette seconde espèce n'a pas la bande céphalique foncée entrecoupant l'œil. 
Il est parfois confondu, malheureusement, avec le mamba vert Dendroaspis viridis ou encore Philothamnus irregularis,. 

## Répartition et habitat
Cette espèce se rencontre en Angola, au Cameroun, en Côte d'Ivoire, au Gabon, en Gambie, au Ghana, en Guinée, en Guinée équatoriale, en Guinée-Bissau, au Liberia, au Nigeria, en Ouganda, en République centrafricaine, en République démocratique du Congo, en République du Congo, à Sao Tomé-et-Principe, en Sierra Leone, en Tanzanie et au Togo.
Le serpent se retrouve en forêt humide, zones de transitions, galeries forestières et même à proximité des habitations et dans les jardins. Son cousin H. lineatus, au contraire, ne semble pas apprécier la présence humaine,. 

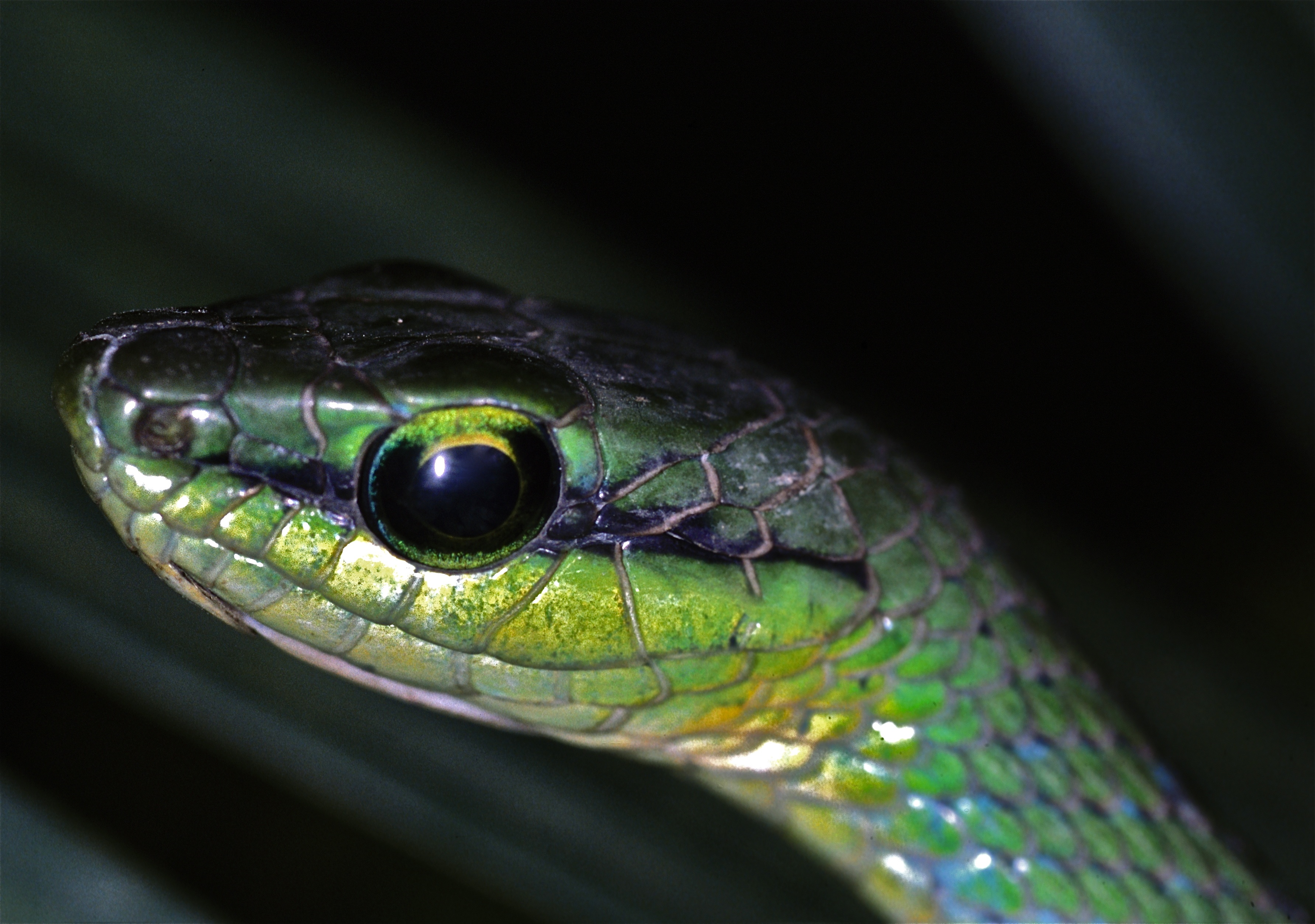

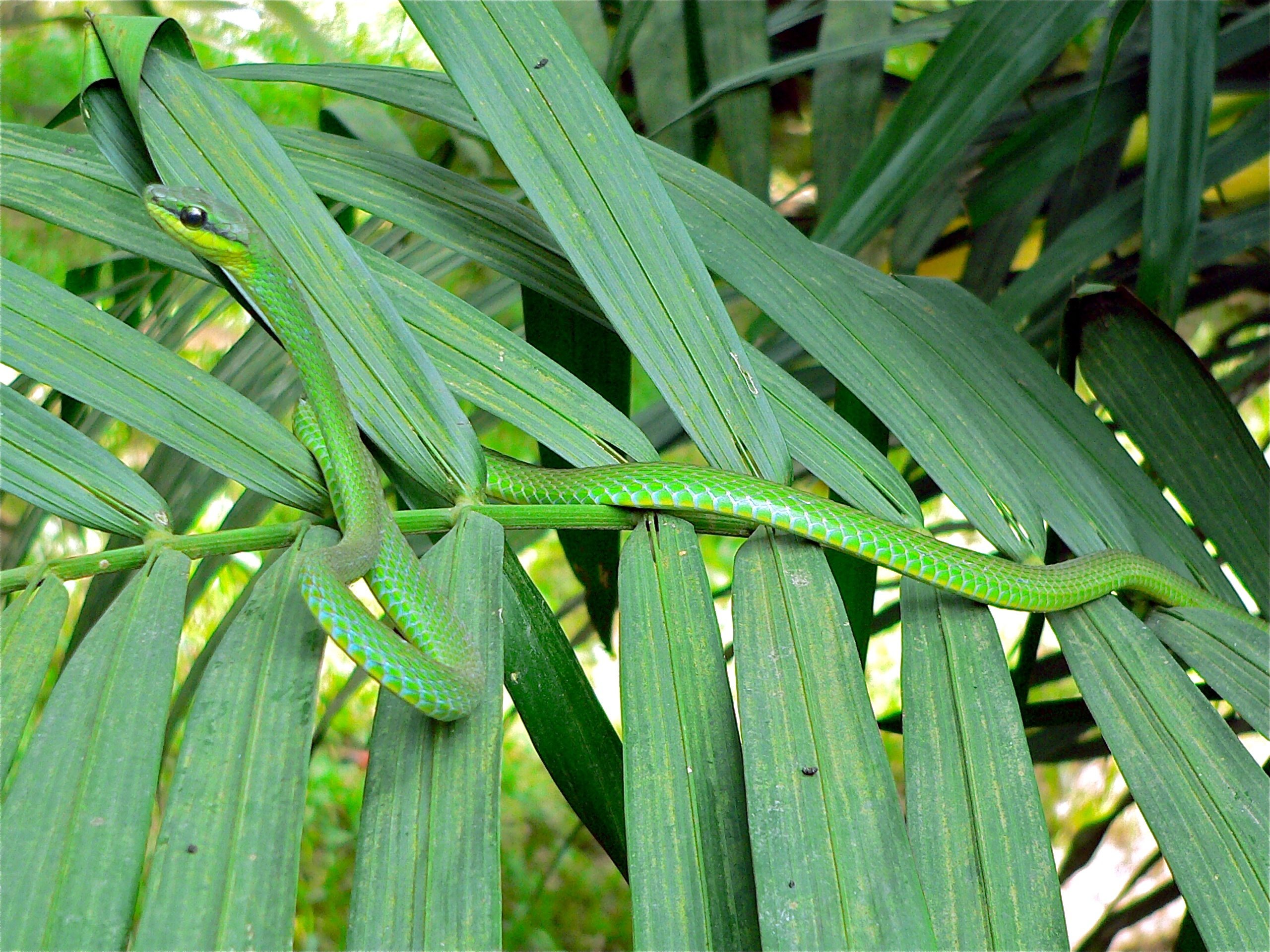

## Publication originale
- Schlegel, 1837 : Essai sur la physionomie des serpens, La Haye, J. Kips, J. HZ. et W. P. van Stockum, vol. 1 (texte intégral) et vol. 2 (texte intégral).